# Caterpillar D9 das Forças de Defesa de Israel

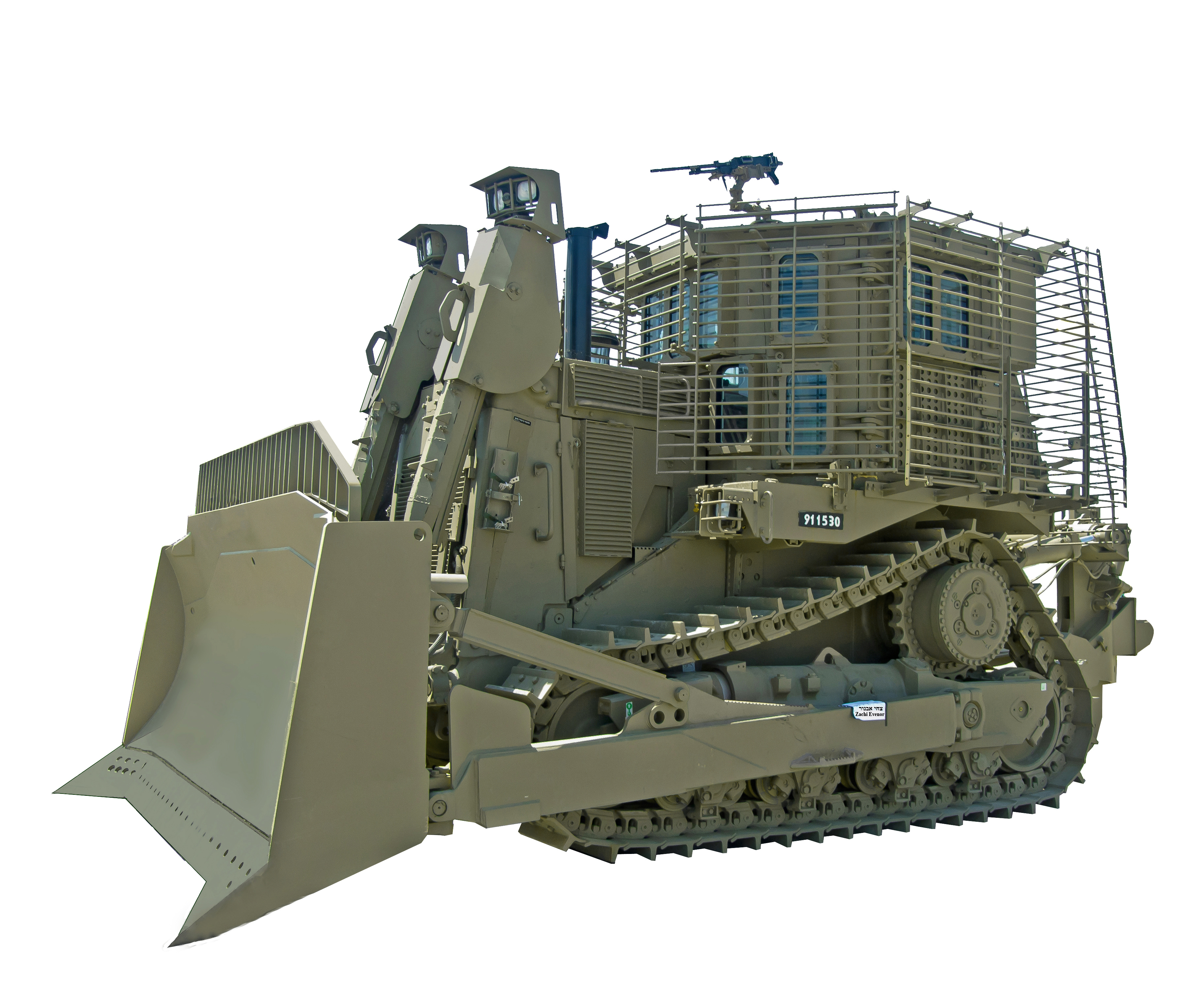
Um trator blindado israelense Caterpillar D9R com uma metralhadora montada e blindagem, que permite que ele trabalhe sob fogo pesado

O Caterpillar D9 da Forças de Defesa de Israel (em hebraico: דחפור די-9 בשירות צה"ל) — apelidado de Doobi (em hebraico: דובי; urso de pelúcia) — é um trator de esteiras blindado Caterpillar D9 usada pelas Forças de Defesa de Israel (FDI). Ele é fornecido pela Caterpillar Inc. e modificado pelas Forças de Defesa de Israel, Israel Military Industries e Israel Aerospace Industries para aumentar a capacidade de sobrevivência do trator em ambientes hostis e permitir que ele resista a ataques.
Na década de 1980, as FDI começaram a modificar os tratores D9 para incorporar blindagem. Os tratores também podem ser equipados com armamentos: metralhadoras e lançadores de granadas. Existem diversos modelos, incluindo uma versão controlada remotamente.
Ao longo de diversas campanhas, os tratores das FDI foram usados para demolir milhares de casas palestinas em Gaza, deixando dezenas de milhares de pessoas desabrigadas. O Escritório do Alto Comissariado para os Direitos Humanos informou a Caterpillar Inc. que, ao fornecer os tratores às FDI, ela pode estar sendo cúmplice de violações de direitos humanos.
O Caterpillar D9 das FDI é operado pelo Corpo de Engenharia de Combate das Forças de Defesa de Israel (FDI) essencialmente para operações de engenharia de combate. O trator esteve envolvido em incidentes com mortes de civis, incluindo a morte da ativista Rachel Corrie e de civis abrigados fora do Hospital Kamal Adwan, relatados em 2023 e 2024 durante a conflito Israel-Gaza.

## Características

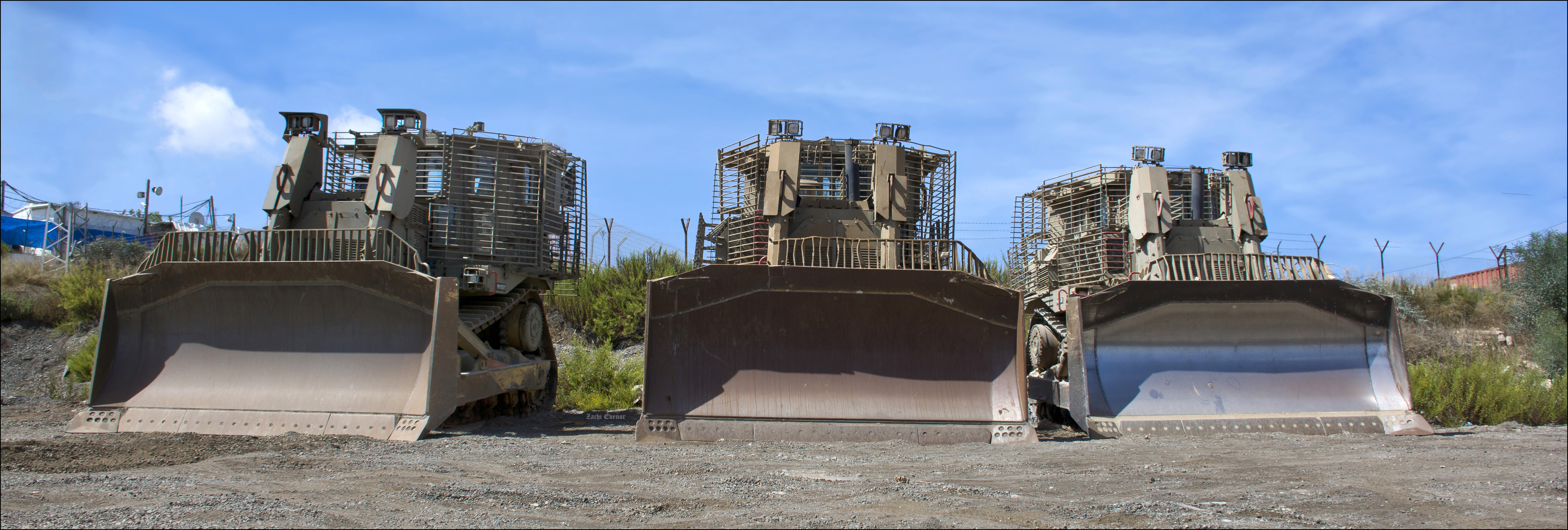
Três tratores Caterpillar D9 blindados das FDI com blindagem tipo gaiola estacionados perto de um posto avançado israelense

O D9R, a geração mais recente dos tratores Caterpillar D9 em serviço nas FDI, possui potência de 460 cavalos (338 kW) e força de tração de 71,6 toneladas métricas (cerca de 702 kN). Seu peso total pode chegar a 50 toneladas. A cabine é equipada com vidros à prova de balas e pilares reforçados, complementados por blindagem tipo gaiola, que impede que granadas lançadas por foguete, mísseis antitanque e foguetes se alojem na estrutura da cabine. Gerações mais antigas, como os modelos D9L e D9N, ainda estão em serviço, principalmente nas forças de reserva. O D9 conta com uma tripulação de dois: operador e comandante. Ele é operado pela Corpo de Engenharia de Combate de Israel.
Em alguns casos, os tratores foram equipados com metralhadoras e lançadores de granadas.
As FDI utilizam o D9 em uma ampla variedade de tarefas de engenharia de combate, como terraplenagem, escavação de fossos, construção de barreiras de areia, construção de fortificações, resgate de veículos blindados de combate presos, tombados ou danificados (junto com o M88 Armored Recovery Vehicle), limpeza de minas terrestres, detonação de explosivos e artefatos explosivos improvisados, manuseio de armadilhas, remoção de obstáculos no terreno e abertura de rotas para veículos blindados de combate e infantaria, bem como demolição de estruturas — inclusive sob fogo.

## História

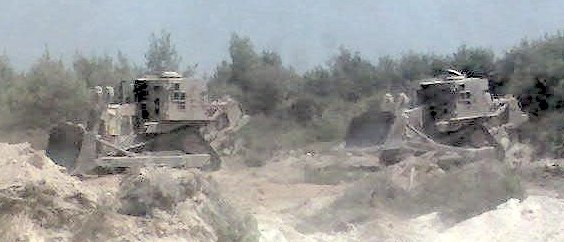
IDF D9N (blindagem de 2.ª geração) demolindo os bunkers do Hezbollah durante a Segunda Guerra do Líbano

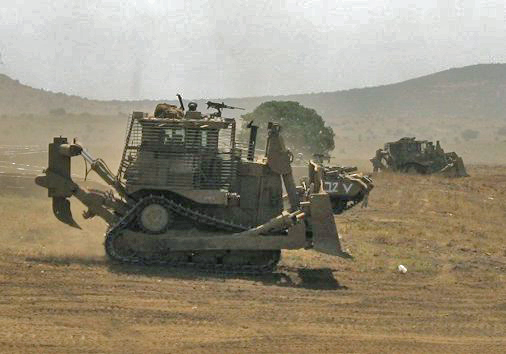
IDF D9R (blindagem de 3,5.ª geração) armado com metralhadora FN Mag e blindagem de ripas durante treinamento IDF

A Caterpillar Inc. lançou o trator de esteiras Caterpillar D9 em 1954, e ele rapidamente passou a ser utilizado na engenharia civil em Israel, de onde foi posteriormente incorporado ao serviço militar pelas Forças de Defesa de Israel (FDI).

### Uso posterior
Tratores D9 não blindados foram utilizados na Guerra do Sinai (1956), na Guerra dos Seis Dias (1967), na Guerra do Yom Kippur (1973) e na Guerra do Líbano de 1982 (1982).
Durante a Guerra do Líbano de 1982, os tratores D9 foram utilizados para abrir e pavimentar caminhos através de montanhas e campos no terreno montanhoso do sul do Líbano Os D9 também foram empregados na remoção de campos minados e de cargas explosivas instaladas nas rotas principais pelo exército sírio e por insurgentes palestinos. Como os D9 atuavam na linha de frente, as FDI desenvolveram kits de blindagem para proteger a vida dos soldados que os operavam.

### A Segunda Intifada

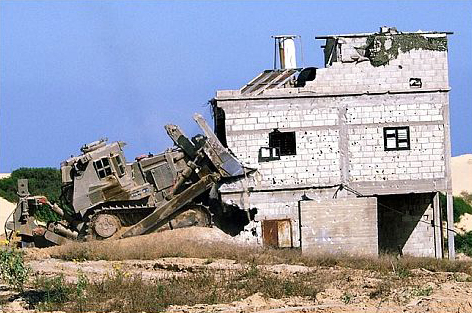
Um IDF D9N (blindagem de 2.ª geração) destruindo uma casa durante a Segunda Intifada

Tratores D9 blindados foram utilizados durante a Segunda Intifada (2000–2005), uma revolta palestina contra a ocupação israelense. Eles foram empregados para abrir rotas seguras para as forças das FDI e detonar explosivos colocados por militantes palestinos. Os tratores foram amplamente utilizados para remover vegetação e estruturas usadas como cobertura em ataques palestinos. Além disso, também foram usados para demolir casas palestinas.
Mais de 3 000 casas na Palestina foram demolidas por Israel durante o conflito, deixando dezenas de milhares de pessoas desabrigadas. A destruição de casas palestinas gerou protestos. Em um desses protestos, ocorrido em Rafa, em 2003, um grupo de oito pessoas tentou impedir que uma trator D9 demolisse uma casa de família. O operador do trator avançou sobre uma das manifestantes, Rachel Corrie, que morreu em decorrência dos ferimentos.
Após diversos incidentes em que palestinos armados se entrincheiraram dentro de casas e mataram soldados que tentavam invadir as entradas, as FDI desenvolveram o procedimento conhecido como "Nohal Sir Lachatz" (em hebraico: נוהל סיר לחץ, ou “procedimento da panela de pressão”), no qual D9s e outros veículos de engenharia foram usados para forçar a rendição dos barricados por meio da demolição gradual das casas. A maioria acabava se rendendo por medo de ser enterrada viva.
Durante a Batalha de Jenin em 2002, tratores blindados D9 foram utilizados para remover armadilhas e artefatos explosivos improvisados e, posteriormente, demoliram casas de onde militantes disparavam contra soldados israelenses ou que continham possíveis explosivos e armadilhas. Uma entrevista traduzida com um dos operadores foi publicada pelo grupo Gush Shalom. Após uma emboscada fatal que resultou na morte de 13 soldados israelenses, os tratores D9 demoliram o centro do campo de refugiados de Jenin e forçaram os combatentes palestinos restantes a se renderem, encerrando a batalha com uma vitória israelense.

### D9R e início do século XXI

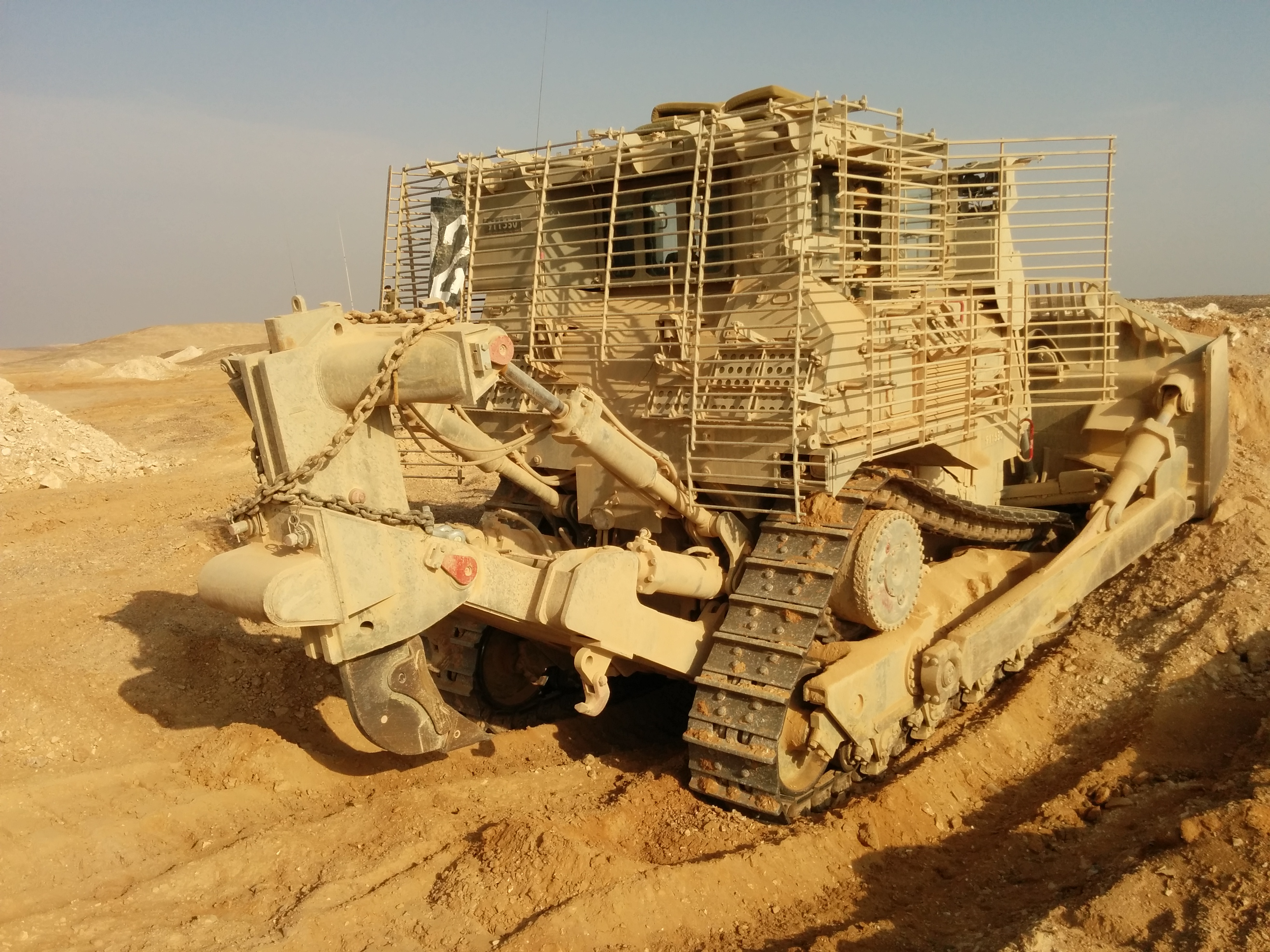
IDF D9R (blindagem de 3,5.ª geração com blindagem tipo gaiola) durante treinamento no deserto

No início dos anos 2000, o novo D9R entrou em serviço nas FDI, equipado com uma blindagem de nova geração projetada pelo MASHA (em hebraico: מש"א, lit. Centro de Restauração e Manutenção), pela Israel Aerospace Industries e pela Zoko Shiloovim/ITE (importadora da Caterpillar Inc. em Israel). Devido à crescente ameaça de foguetes antitanque de carga moldada e mísseis antitanque, as FDI introduziram, em 2005, a blindagem tipo gaiola, que passou a ser instalada em larga escala nos tratores D9R das FDI em 2006. A blindagem tipo gaiola provou ser eficaz e capaz de salvar vidas; seus desenvolvedores e instaladores ganharam o prêmio de Comando Terrestre das FDI.
As FDI também operam tratores D9N blindados por controle remoto, chamados "Raam HaShachar" (em hebraico: רעם השחר, lit. "trovão do amanhecer"), muitas vezes incorretamente chamado de "trovão negro". Esse trator controlado remotamente tem sido utilizado para a remoção de minas. Foi usado durante a Segunda Guerra do Líbano em 2006 e na Operação Chumbo Fundido.
Tratores D9R blindados participaram dos esforços para conter o incêndio florestal de Israel em 2010. Os tratores abriram caminho para que caminhões e equipes de combate a incêndios pudessem acessar o centro do fogo. Também criaram barreiras contra incêndiosremovendo vegetação e erguendo barreiras de terra para evitar que o fogo se espalhasse. Além disso, ajudaram a apagar focos de incêndio cobrindo-os com terra.

### Guerra de Gaza (2008–2009)
Ao todo, 100 tratores D9 foram implantados durante a Guerra de Gaza (2008–2009), chamada por Israel de “Operação Chumbo Fundido”. A guerra resultou em ampla destruição na Faixa de Gaza, especialmente de residências palestinas; tratores israelenses e minas antitanque foram comumente utilizados. Segundo Anistia Internacional:

“Para a grande maioria das casas destruídas — mais de 3 000 — e danificadas — cerca de 20 000 — durante a Operação ‘Chumbo Fundido’, o exército israelense não apresentou nenhuma evidência que comprove suas alegações de que essas residências eram utilizadas como posições de combate, centros de comando militar, locais de fabricação ou armazenamento de armas — ou para qualquer outro propósito que, sob certas circunstâncias, poderia ter tornado legítimo atacá-las.”
Em março de 2009, o The Jerusalem Post noticiou que as FDI pretendiam aumentar o uso de tratores D9 não tripulados, duplicando o número que possuíam. No ano seguinte, o Canal 2 de Israel informou que a Caterpillar atrasaria a entrega de tratores D9 às FDI enquanto estivesse em andamento a investigação sobre a morte de Rachel Corrie.

### Guerra de Gaza de 2014
Tratores D9 blindados das FDI tiveram um papel central na Guerra de Gaza de 2014 (apelidado de Operação Margem Protetora por Israel), atuando tanto em missões defensivas quanto em manobras ofensivas. Os D9 auxiliaram outros maquinários pesados, como escavadeiras e perfuratrizes, na detecção e destruição de túneis subterrâneos transfronteiriços que penetravam em território israelense. Mais de 30 desses túneis foram destruídos durante a operação. O batalhão de tratores e equipamento mecânico de engenharia (צמ"ה) da reserva do Comando Central recebeu uma menção elogiosa (צל"ש, tzalash) do Chefe do Estado-Maior das Forças de Defesa de Israel.
Os tratores D9 participaram da ofensiva terrestre, abrindo rotas para os tanques e para as forças de infantaria, e demolindo estruturas que eram usadas por militantes palestinos. Em 27 de julho, um dos D9 foi atingido por um míssil antitanque, resultando na morte de seu operador e ferindo o comandante.[carece de fontes?] Outro D9 demoliu o edifício de onde o míssil havia sido disparado, matando oito militantes e capturando mais dois. A tripulação recebeu uma menção elogiosa (צל"ש, tzalash) por sua atuação.[carece de fontes?]

### D9T Panda

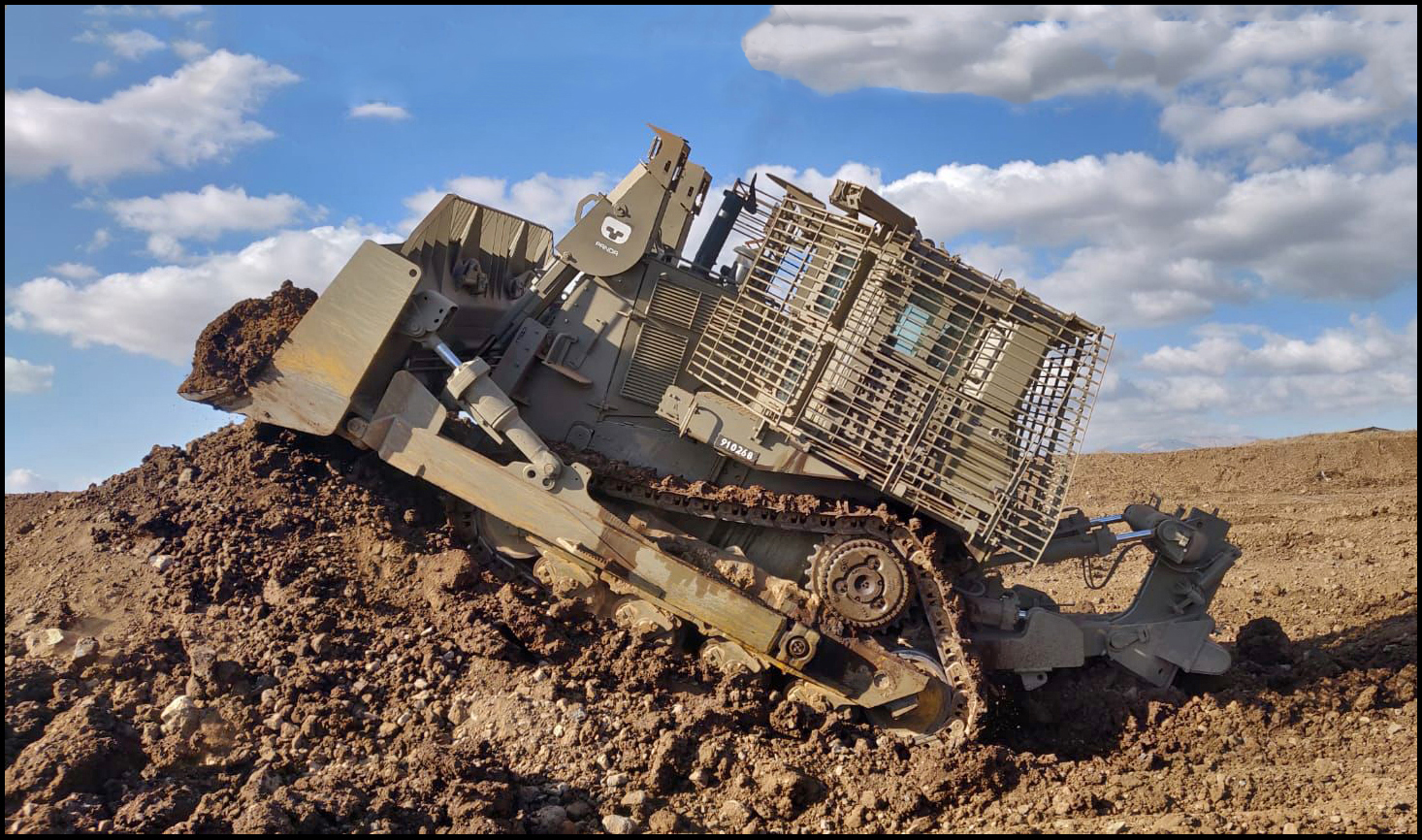
Um D9 Panda das FDI, conforme mostrado em um comunicado de imprensa das FDI

Em 2018, o Corpo de Engenharia de Combate das Forças de Defesa de Israel (FDI) começou a implantar e operar o "Panda" – uma versão controlada remotamente de um trator blindado Caterpillar D9T. No mesmo ano, a Israel Aerospace Industries anunciou que havia assinado um contrato para fornecer mais tratores D9T Panda às FDI. Entre 2022 e 2023, o Panda entrou em serviço regular nas FDI.
Em 2019, a Elbit Systems recebeu um contrato do Ministério da Defesa de Israel para instalar o sistema de proteção ativa Iron Fist nos tratores D9 blindados das FDI, a fim de fornecer proteção adicional contra mísseis antitanque.

### Guerra Israel-Gaza
Durante a guerra de Gaza, os tratores D9 foram implantados na ofensiva terrestre, sendo utilizados para abrir rotas que permitissem a movimentação das forças em solo e expor os acessos aos túneis de combate do Hamas. Segundo o jornal The Independent, cerca de 100 tratores D9 estavam previstos para serem usados na fase inicial do conflito. Em 16 de dezembro, as IDF capturaram o Hospital Kamal Adwan; durante a operação, tratores israelenses esmagaram as pessoas que estavam abrigadas do lado de fora do hospital.
Uma investigação da CNN publicada em janeiro de 2024 utilizou imagens de satélite para identificar dezesseis cemitérios em Gaza que tinham sido profanados pelas FDI, que usaram tratores para nivelar cemitérios e desenterrar corpos. Mais tarde, naquele mês, o Ynet informou que as FDI comprariam mais 100 tratores. Uma remessa de 134 tratores não havia chegado até novembro.  Os tratores também foram utilizados na destruição deliberada do meio ambiente de Gaza, com uma estimativa de 38–48% das terras agrícolas e da cobertura florestal de Gaza destruídas pelas forças israelenses. O fundo de pensões norueguês Kommunal Landspensjonskasse deixou de investir na Caterpillar devido ao uso de seus produtos pelas FDI.

## Modelos em serviço nas FDI

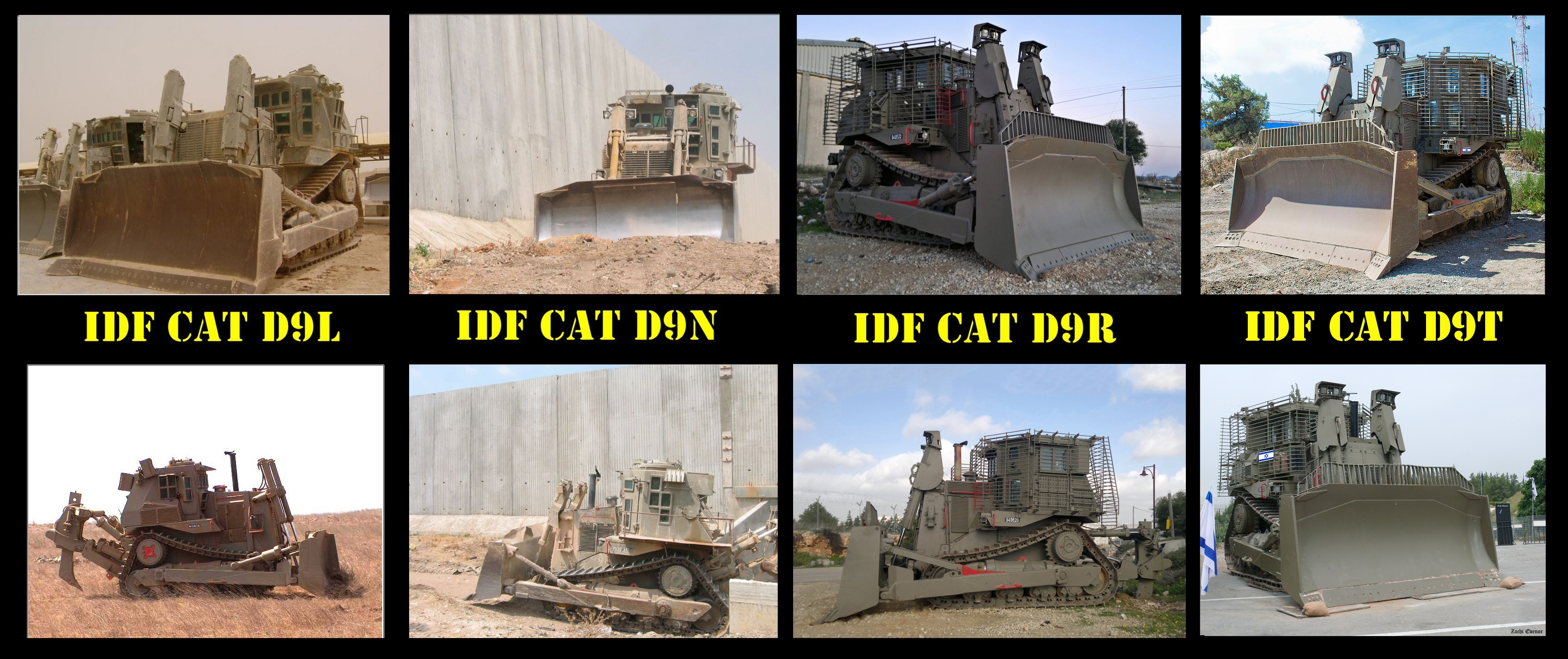
Diferentes gerações blindadas dos tratores Caterpillar D9 em serviço nas FDI.Da esquerda para a direita: D9L: Blindagem de primeira geração, 460 cv (340 kW), força de tração de 75 toneladas (74 toneladas longas; 83 toneladas curtas). D9N: Blindagem de segunda geração, 375–401 cv (280–299 kW). D9R: Blindagem de terceira e 3,5ª geração, 405 cv (302 kW), força de tração de 71,6 toneladas (70,5 toneladas longas; 78,9 toneladas curtas). D9T: Blindagem de quarta geração, 410–436 cv (306–325 kW), força de tração de 71,6 toneladas (70,5 toneladas longas; 78,9 toneladas curtas)

## Criticismo
As vendas da Caterpillar de tratores D9 para o exército israelense para utilização nos territórios palestinianos ocupados têm sido alvo de críticas por parte de grupos de direitos humanos, grupos sociais e observadores de investimentos responsáveis.
A Anistia Internacional divulgou um relatório em maio de 2004 sobre a demolição de casas nos territórios palestinos ocupados, destacando o risco de cumplicidade da Caterpillar em violações de direitos humanos. O Escritório do Alto-comissário das Nações Unidas para os Direitos Humanos enviou uma carta à empresa no mês seguinte, alertando que, ao vender tratores às Forças de Defesa de Israel, a Caterpillar poderia estar sendo cúmplice em violações de direitos humanos, especificamente o direito à alimentação, uma vez que os tratores foram usados para destruir fazendas palestinas. A Human Rights Watch relatou no mesmo ano a utilização sistemática de tratores D9 em demolições ilegais em todos os territórios ocupados e apelou à Caterpillar para suspender as suas vendas a Israel, citando o próprio código de conduta da empresa.
A destruição punitiva de casas palestinas tem sido descrita como uma forma de punição coletiva e, na visão da Human Rights Watch, pode ser considerada um crime de guerra.
O grupo pró-palestino Jewish Voice for Peace e quatro ordens de freiras católicas planejaram apresentar uma resolução em uma reunião de acionistas da Caterpillar, após os relatórios de direitos humanos, solicitando uma investigação para verificar se o uso do trator da empresa por Israel para destruir casas palestinas estava em conformidade com o código de conduta empresarial da companhia. Em resposta, o grupo pró-Israel StandWithUs incentivou seus membros a comprar ações da Caterpillar e a enviar cartas de apoio à empresa.
O indexador de investimentos norte-americano MSCI removeu a Caterpillar de três dos seus índices de investimentos socialmente responsáveis em 2012, citando o uso dos tratores da empresa pelo exército israelense nos territórios palestinos. Em 2017, surgiram documentos que mostravam que a Caterpillar havia contratado investigadores particulares para espionar a família de Rachel Corrie, a ativista americana de direitos humanos que foi morta por uma trator D9 em Rafah no início de 2003. Em 2022, a organização não governamental palestina Stop the Wall chamou a Caterpillar, juntamente com a Hyundai Heavy Industries, a JCB e o Grupo Volvo, de cúmplices no que eles chamaram de limpeza étnica de Israel nos territórios palestinos ocupados, através do uso de seus equipamentos na demolição de oito aldeias palestinas em Masafer Yatta, no sul da Cisjordânia.